# Henry du Buit
Charles-Henry du Buit, né le 1er juillet 1837 à Mulhouse et mort le 8 janvier 1919 à Versailles, est un avocat français, spécialisé en matière financière, bâtonnier de Paris de 1891 à 1893.

## Biographie
Petit-fils de Charles du Buit, directeur du Comptoir national d'escompte de Mulhouse, et neveu de Jules Sengenwald, Henri du Buit est élève au lycée Louis-le-Grand, suit son droit, devient secrétaire du ministre Marie et s'inscrit comme avocat à la cour d'appel de Paris en 1858. Il obtient son doctorat en droit en 1861
Il sert comme chef d'escadron d'état-major à l'Armée de Bretagne durant la guerre franco-prussienne de 1870.
Membre du Conseil de discipline de l'ordre des avocats près la Cour d'appel de Paris et du Conseil de l'Ordre de 1880 à 1904, il est bâtonnier de Paris de 1891 à 1893 et président du Comité consultatif du contentieux à la Préfecture de Paris.
Il préside la Société de législation comparée en 1891-1892 et de l'Association des secrétaires et anciens secrétaires de la conférences des avocats.
Avocat d'affaires et orateur réputé, il fut entre autres l'avocat de la Ville de Paris, du ministère de l’Instruction publique, de la Préfecture de Paris, du Crédit lyonnais, et de plusieurs importantes compagnies d'assurances, sociétés financières et entreprises industrielles.
Il refuse de défendre Zola dans son procès face aux institutions militaires.
Raymond Poincaré et Manuel Fourcade intégrèrent son cabinet de la rue de Clichy.
Il est l'un des personnages du roman Les Vingt et un Jours d'un neurasthénique d'Octave Mirbeau.
Marié à la sœur d'Ernest Camescasse, il est le père de Jean du Buit et le beau-père de Manuel Fourcade. 

## Principales affaires
- Affaire de l'Immobilière (1874)
- Affaire du Guano (1880)
- Krach des métaux

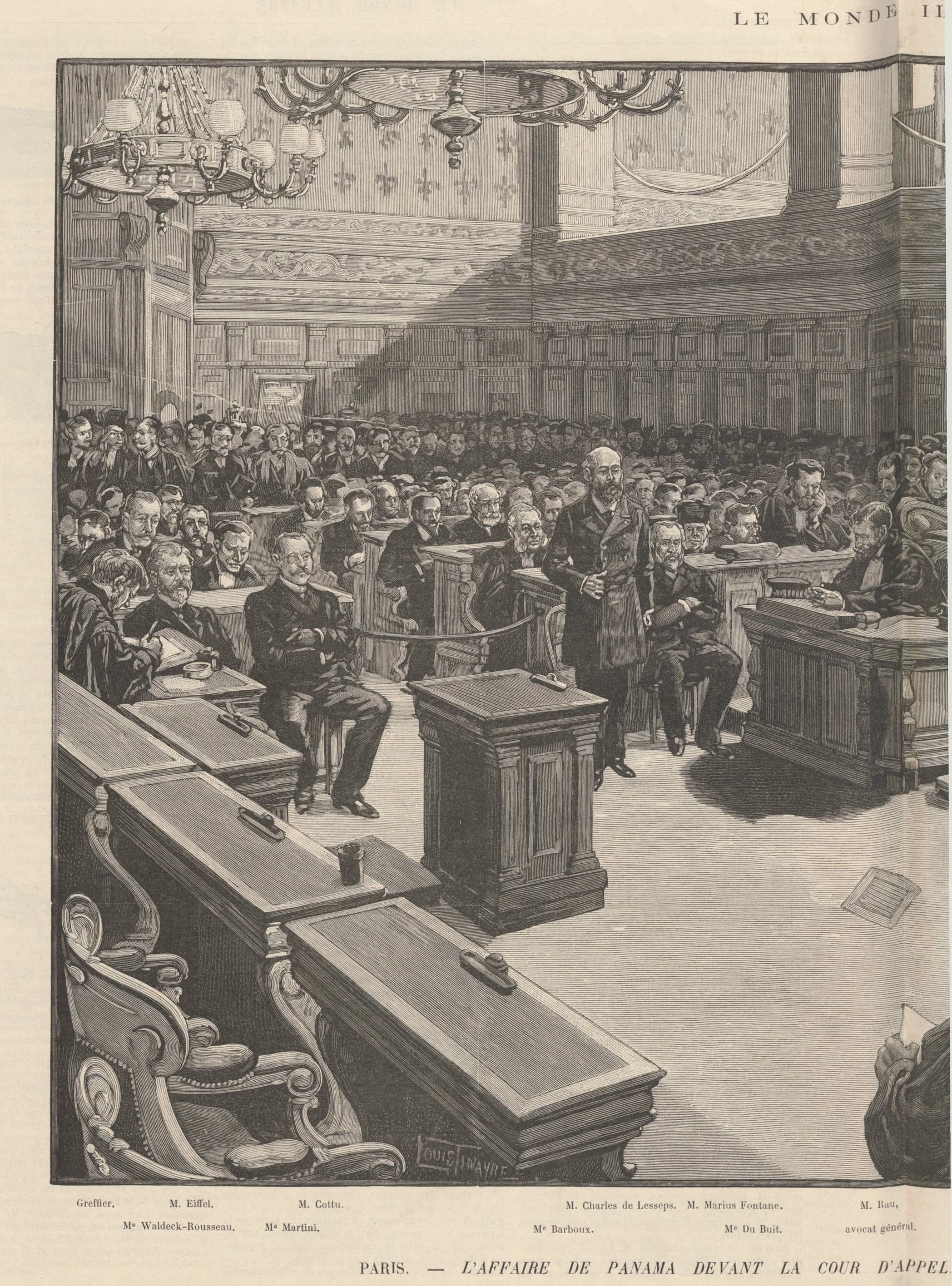
L'affaire du Panama devant la Cour d'appel de Paris - audience du 10 janvier 1893.

- Krach de l’Union générale : défense d'Eugène Bontoux (1882)
- Affaire du Comptoir d'escompte : défense de Laveissière (1890)
- Affaire de Panama : défense de Marius Fontane (1893)
- Procès des fournitures de l'armée : défense de Allez (1895)
- Plaidoirie pour la Comédie-Française contre Coquelin (1895) et contre Le Bargy (1913)
- Affaire Humbert : défense de Frédéric et Thérèse Humbert (1902)
- Affaire du Foyer : avocat de Jules Claretie contre Octave Mirbeau (1908)